# Uwe Ochsenknecht
Uwe Adam Ochsenknecht (Mannheim, 7 gennaio 1956) è un attore e cantante tedesco.

## Biografia
Uwe Ochsenknecht ha studiato recitazione presso la prestigiosa Scuola di Arte Drammatica di Bochum. Negli anni settanta ha ottenuto le prime piccole parti al cinema. Poi, nel 1981, è arrivato il successo con U-Boot 96 di Wolfgang Petersen, dove ha interpretato il ruolo del nostromo: la pellicola ha vinto l'Oscar come miglior film straniero. Altro anno importante nella sua carriera cinematografica è stato il 1987, quando Doris Dörrie l'ha voluto per il suo Uomini, campione di incassi non solo in Germania.
Nel 1992 ha lavorato in Schtonk!, che ha ricevuto la nomination all'Oscar nella categoria dei migliori film stranieri. Sempre nel 1992 Uwe Ochsenknecht è diventato anche cantante pop. A tutt'oggi ha inciso 5 album, dai testi quasi esclusivamente in lingua inglese. 
Il 2003 l'ha visto attivo a Hollywood, nel cast di Luther - Genio, ribelle, liberatore (Luther), in cui ha prestato il volto a papa Leone X. 
Nel 2009 ha partecipato al musical Hairspray.
Nel 2013 ha preso parte al film Un fantasma per amico.

## Vita privata
Uwe Ochsenknecht è stato sposato due volte ed è padre di Rocco Stark (nato dal primo matrimonio), e di Wilson Gonzalez Ochsenknecht e Jimi Blue Ochsenknecht (nati dal secondo); tutti e tre i figli lavorano anch'essi nel mondo dello spettacolo come attori e/o cantanti.

## Filmografia

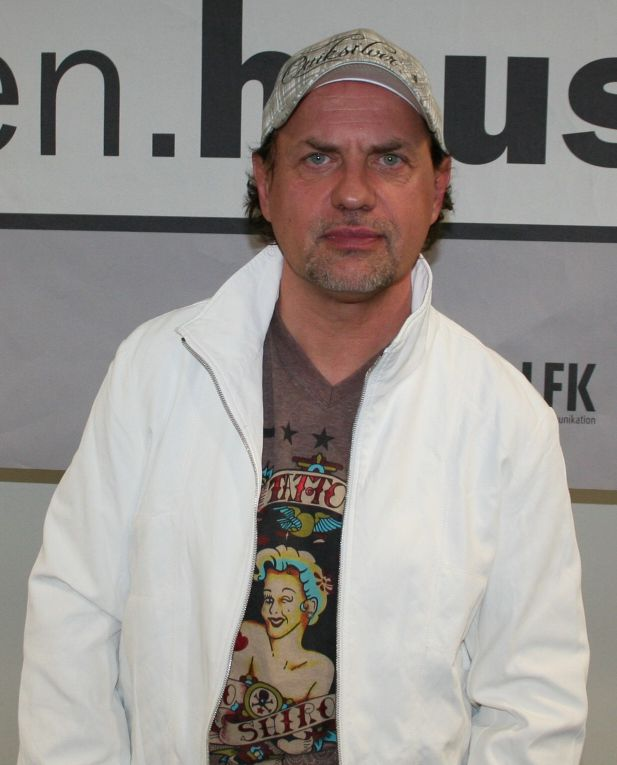
Uwe Ochsenknecht

### Cinema
- U-Boot 96 (Das Boot), regia di Wolfgang Petersen (1981)
- Uomini (Männer...), regia di Doris Dörrie (1985)
- Schtonk!, regia di Helmut Dietl (1992)
- La tribù del pallone - Sfida agli invincibili (Die Wilden Kerle - Alles ist gut solange du wild bist!), regia di Joachim Masannek (2003)
- Luther - Genio, ribelle, liberatore (Luther), regia di Eric Till (2003)
- La tribù del pallone - Uno stadio per la tribù (Die Wilden Kerle 2), regia di Joachim Masannek (2004)
- Le particelle elementari (Elementarteilchen), regia di Oskar Roehler (2006)
- La tribù del pallone - Tutti per uno (Die Wilden Kerle 3), regia di Joachim Masannek (2006)
- La tribù del pallone - Alla conquista della coppa (Die Wilden Kerle 4), regia di Joachim Masannek (2007)
- Zeiten ändern dich, regia di Uli Edel (2010)
- Ludwig II, regia di Marie Noelle e Peter Sehr (2012)
- Un fantasma per amico (Das kleine Gespenst), regia di Alain Gsponer (2013)
- Affare fatto (Unfinished Business), regia di Ken Scott (2015)
- Benvenuto in Germania! (Willkommen bei den Hartmanns), regia di Simon Verhoeven (2016)
- Le avventure di Jim Bottone (Jim Knopf und Lukas der Lokomotivführer), regia di Dennis Gansel (2018)
- Narciso e Boccadoro, regia di Stefan Ruzowitzky (2020)

### Televisione
- Dune - Il destino dell'universo (Frank Herbert's Dune - miniserie TV (2000)
- L'ispettore Derrick - Chi ha ucciso Johann Kahl? (1979)
- Familie Bundschuh - serie TV, 5 episodi (2015-2021)

## Discografia
- 1992 – Ochsenknecht
- 1994 – Girls Crossing
- 1997 bis 2000 – O-Ton
- 2001 – Singer
- 2008 – MatchPoint

## Doppiatori italiani
- Claudio Moneta ne La tribù del pallone - Uno stadio per la tribù, La tribù del pallone - Tutti per uno, La tribù del pallone - Alla conquista della coppa
- Tonino Accolla in U-Boot 96 (ediz. 1982)
- Massimo Venturiello in Dune - Il destino dell'universo
- Roberto Pedicini in Luther - Genio, ribelle, liberatore
- Franco Mannella in Un fantasma per amico (Sindaco)
- Gianni Giuliano in Un fantasma per amico (Generale Torsten Torstenson)
- Luca Biagini in Affare fatto[1]
- Stefano Mondini in Benvenuto in Germania!
- Roberto Stocchi in Le avventure di Jim Bottone